# فیلسترن
فیلسترن (به هلندی: Vilsteren) یک منطقهٔ مسکونی در هلند است که در اومن واقع شده‌است. فیلسترن ۲۰۰ نفر جمعیت دارد.